# Stenohya
Stenohya es un género de pseudoscorpiones de la familia Neobisiidae.  Se distribuye por Asia.

## Especies
Según Pseudoscorpions of the World 1.2::
- Stenohya caelata (Callaini, 1990)
- Stenohya chinacavernicola Schawaller, 1995
- Stenohya gruberi (Curcic, 1983)
- Stenohya hamata (Leclerc & Mahnert, 1988)
- Stenohya heros (Beier, 1943)
- Stenohya kashmirensis (Schawaller, 1988)
- Stenohya lindbergi (Beier, 1959)
- Stenohya mahnerti Schawaller, 1994
- Stenohya martensi (Schawaller, 1987)
- Stenohya vietnamensis Beier, 1967

## Publicación original
- Ćurčić, 1984: A revision of some North American species of Microcreagris Balzan, 1892 (Arachnida: Pseudoscorpiones: Neobisiidae). Bulletin of the British Arachnological Society, vol. 6, n.º 4, pp. 149-166.